# Кислюнин, Александр Сергеевич
Александр Сергеевич Кислюнин (9 сентября 1941, Ворсма, Горьковская область — 19 мая 2024) — советский и российский спортсмен, тренер по фехтованию; Мастер спорта СССР (1964), Заслуженный тренер СССР (1985).

## Биография
Окончил Смоленский институт физической культуры (ныне Смоленская государственная академия физической культуры, спорта и туризма).
Работал тренером-преподавателем отделения фехтования Московского училища олимпийского резерва № 3.
Являлся старшим тренером женской сборной команды России по фехтованию на шпагах. Подготовил много выдающихся спортсменов, среди которых:
- чемпионка Олимпийских игр в Монреале Н. Гилязова;
- бронзовый призер Олимпийских игр в Барселоне, чемпион мира (командные соревнования, 1991), бронзовый призер чемпионата мира в личном зачете (1991) С. Костарев;
- победительницы Олимпийских игр в Сиднее К. Азнавурян и О. Ермакова;
- призеры первенств мира А. Чернышев[4] (1996), Ю. Мирошниченко (1997), Т. Логунова (1997), Т. Гудкова (2017)[5].

С октября 2010 года — тренер-преподаватель в фехтовальном клубе «Динамо-Москва». Награждён орденом Дружбы (2001).
Сын Виталий (род. 1967) — российский тренер по фехтованию, Заслуженный тренер России.
Скончался 19 мая 2024 года на 83-м году жизни.